# Wien Speising
Wien Speising egy ausztriai vasútállomás Bécs 13. kerületében, Hietzingben.

## Forgalom
| Vonal | Útvonal |
| ----- | --- |
| S80   | Wien Hütteldorf – Wien Speising – Wien Meidling – Wien Matzleinsdorfer Platz – Wien Hauptbahnhof 9-12 – Wien Simmering – Wien Haidestraße – Wien Praterkai – Wien Stadlau – Wien Erzherzog-Karl-Straße – Wien Hirschstetten – Wien Aspern Nord |

## Megközelítése közösségi közlekedéssel
Preyergasse
- Villamos:  60
- Autóbusz:  56A, 56B
- Éjszakai autóbusz:  N60